# Nazionale femminile under 19 di calcio della Danimarca
La nazionale Under-19 di calcio femminile della Danimarca è la rappresentativa calcistica femminile internazionale della Danimarca formata da giocatrici al di sotto dei 19 anni, gestita dalla Federazione calcistica della Danimarca (Dansk Boldspil Union - DBU).
Come membro dell'Union of European Football Associations (UEFA) partecipa a vari tornei di calcio giovanili internazionali riservati alla categoria, come al Campionato europeo UEFA Under-19 e ai tornei a invito come il Torneo di La Manga.
Grazie alla sua unica vittoria al Campionato europeo femminile di calcio di categoria, nell'edizione inaugurale del 1998 riservata alle formazioni Under-18, al terzo posto del 2001, quando ancora era prevista la "finalina", e alle semifinali raggiunte a Svezia 2002, Svizzera 2006 e Turchia 2012, è classificata al sesto posto nel medagliere del torneo, condividendo la posizione con l'Italia.

## Partecipazioni ai tornei internazionali

### Piazzamenti agli Europei Under-18
- 1998: Campione
- 1999: Non qualificata
- 2000: Non qualificata
- 2001: Terzo posto

### Piazzamenti agli Europei Under-19
- 2002: Semifinali
- 2003: Non qualificata
- 2004: Non qualificata
- 2005: Non qualificata
- 2006: Semifinali
- 2007: Fase a gironi
- 2008: Non qualificata
- 2009: Non qualificata
- 2010: Non qualificata
- 2011: Non qualificata
- 2012: Semifinali
- 2013: Fase a gironi
- 2014: Non qualificata
- 2015: Fase a gironi
- 2016: Non qualificata
- 2017: Non qualificata
- 2018: Semifinali
- 2019: Non qualificata
- 2020 - 2021: Tornei annullati
- 2022: Non qualificata
- 2023: Non qualificata